# Xenopus boumbaensis
Espèce
Statut de conservation UICN

 NT  : Quasi menacé
Xenopus boumbaensis est une espèce d'amphibiens de la famille des Pipidae.

## Répartition
Cette espèce est endémique du Sud-Est du Cameroun. Elle se rencontre dans le département de Boumba-et-Ngoko,.

## Étymologie
Son nom d'espèce, composé de boumba et du suffixe latin -ensis, « qui vit dans, qui habite », lui a été donné en référence au lieu de sa découverte, le département de Boumba-et-Ngoko.

## Publication originale
- Loumont, 1983 : Deux especes nouvelles de Xenopus du Cameroun (Amphibia, Pipidae). Revue Suisse de Zoologie, vol. 90, no 1, p. 169-177 (texte intégral).